# Velimir Neidhardt

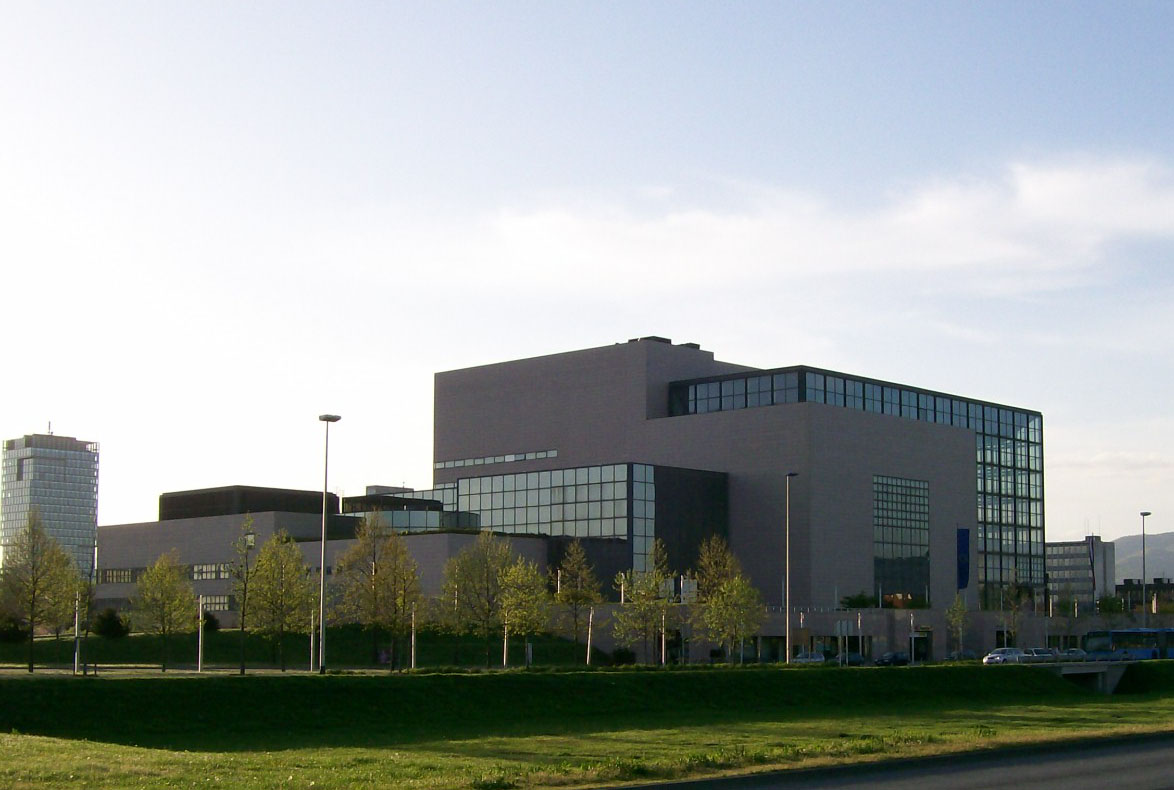
Biblioteca Nacional e Universitária de Zagreb

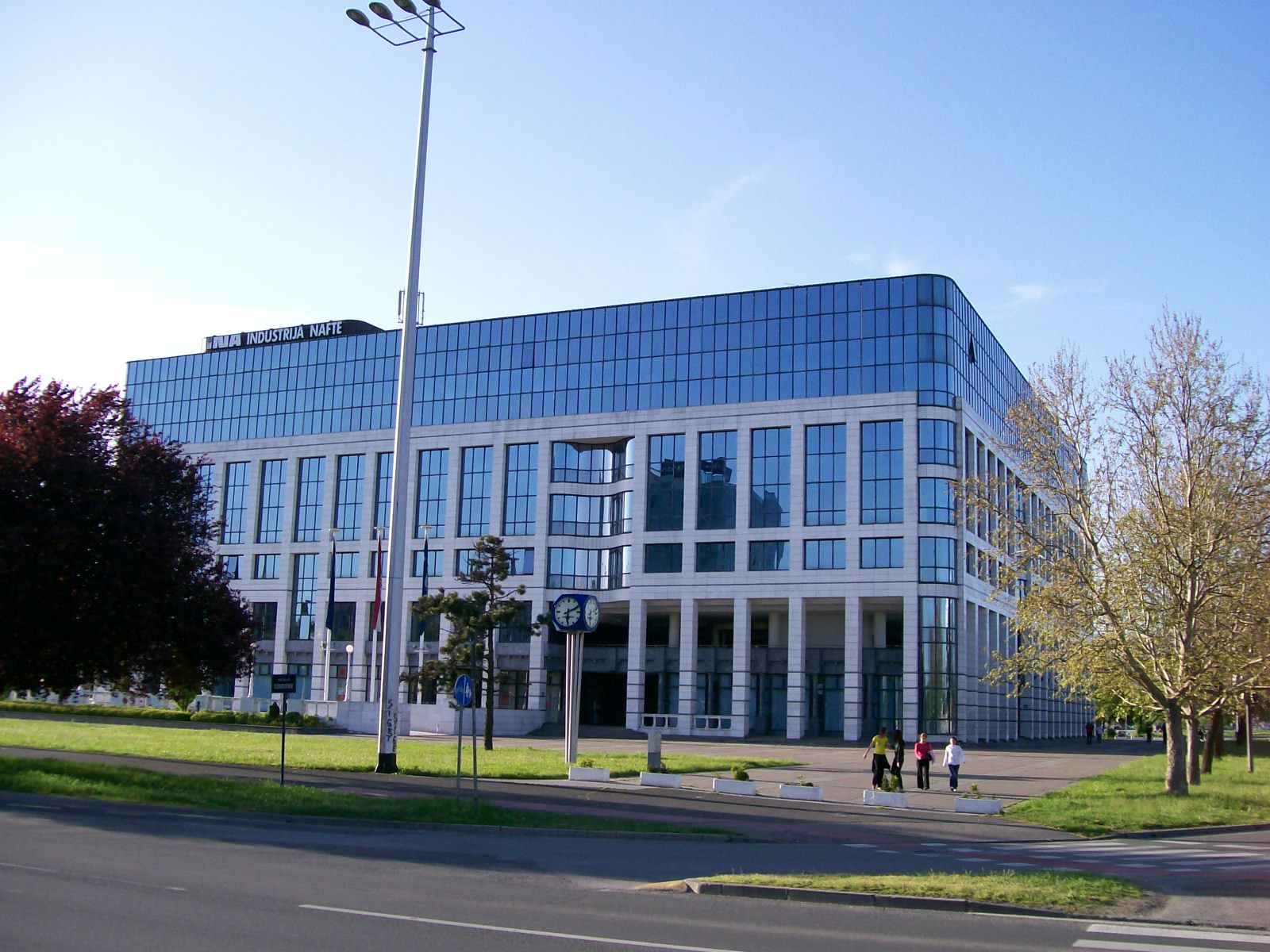
Edifício INA (1989)

Velimir Neidhardt (pronunciação croata: [ʋêlimiːr nǎjtxart]; nascido em 7 de outubro de 1943) é um arquiteto croata, presidente da Academia Croata de Ciências e Artes desde 2019. Neidhardt é professor na Faculdade de Arquitetura da Universidade de Zagreb, ex-presidente da Associação Croata de Arquitetos (1995-1999) e membro da Academia Croata de Ciências e Artes (desde 1991). Desde junho de 2015, ele também é membro correspondente da Academia Eslovena de Ciências e Artes.
A obra mais importante de Neidhardt é o edifício da Biblioteca Nacional e Universitária de Zagreb. Ele também projetou vários hotéis, centros comerciais, edifícios de escritórios, igrejas e projetos urbanos na Croácia e em outros países.